# Onthophagus trispinus
Onthophagus trispinus är en skalbaggsart som beskrevs av Edmund Reitter 1892. Onthophagus trispinus ingår i släktet Onthophagus och familjen bladhorningar. Inga underarter finns listade i Catalogue of Life.